# Copti
I copti (in arabo الأقباط‎?, al-aqbāṭ) sono un gruppo etnoreligioso cristiano originario dell'Egitto, costituente all'incirca un decimo della popolazione egiziana. Il cristianesimo fu la religione predominante e maggioritaria in Egitto fino al IX secolo, per poi ridursi a significativa minoranza.  
I copti costituiscono la più grande comunità cristiana in Medio Oriente, nonché la più grande minoranza religiosa dell'Egitto. La grande maggioranza dei copti aderisce alla Chiesa ortodossa copta, mentre significative minoranze sono affiliate alla Chiesa cattolica copta e a varie confessioni protestanti. 
I copti sono considerati in Egitto una minoranza modello, anche se la loro influenza declinò a partire dalla seconda metà del XX secolo, soprattutto nell'ambito della marginalizzazione e della violenza di parte di gruppi fondamentalisti islamici.

## Etimologia
Il termine "copto" deriva, tramite il greco còptos (κόπτος), dall'arabo al-qubṭ (قبط), una corruzione dei termini kubti (in dialetto bohairico) e kuptaion (in dialetto sahidico), a loro volta derivati probabilmente dall'antico greco αἰγύπτιος (trasl. aigǘptios "egiziano"). Lo stesso termine greco Áigüptos (Αἴγυπτος, "Egitto") è già attestato nel dialetto miceneo (forma arcaica del greco antico), in cui il termine a3-ku-pi-ti-jo ("egiziano") indicava un abitante dell'Egitto. La forma micenea derivava a sua volta da una corruzione dell'egizio Hut-ka-Ptah (ḥwt-k3-ptḥ, "Casa dello Spirito di Ptah"), dal vasto complesso monumentale della divinità sito nella città di Menfi, al secolo capitale del Basso Egitto, che gli antichi greci utilizzavano per riferirsi sineddocheticamente all'intero paese.
Nella propria lingua, i copti si riferivano a sé stessi con i termini rem en kēme (in dialetto sahidico), lem en kēmi (in dialetto fayumico) e rem en khēmi (in dialetto bohairico), tutti traducibili in "abitanti della kemet" (dall'antico egizio km.t; AFI: [kuːmat]), letteralmente "terra nera", tra l'altro reso in greco antico come "Khēmía" (Χημία), probabilmente in riferimento ai fertili terreni, dalla caratteristica pigmentazione scura del suolo, direttamente adiacenti alle sponde del Nilo, contrapposte dunque alle desertiche e semi-disabitate pianure del deshret (in egizio: dšṛt, "terra rossa"), costituenti invece la maggioranza della composizione geografica del Paese.
Il significato etimologico del termine era dunque genericamente riferito alle persone di origine egiziana, non solamente a quelle che professavano la religione copta. In seguito alla conversione di gran parte del popolo egiziano all'Islam, il termine copto iniziò ad essere associato agli egiziani cristiani che non si erano convertiti. Agli albori del XX secolo, alcuni nazionalisti ed intellettuali egiziani cominciarono ad usare il termine copto nella sua accezione storica, come ad esempio Markos Pascià Semeika, fondatore del Museo Copto, che asseriva che ogni egiziano, sia esso un musulmano oppure un cristiano, fosse da considerarsi un copto, poiché i seguaci di entrambe le fedi sarebbero discendenti degli antichi egizi.

## Storia
Secondo la tradizione copta il cristianesimo fu portato in Egitto da San Marco nel I secolo e si diffuse rapidamente tra le comunità urbane di lingua greca e in seguito anche nelle regioni rurali. A partire dal concilio di Calcedonia del 451 il cristianesimo copto aderì al monofisismo, distaccandosi dalla dottrina cristiana dell'Impero romano d'Oriente, il quale perseguitò nel corso dei secoli seguenti la comunità. La conquista islamica dell'Egitto nel 641 venne quindi accolta dai copti come una liberazione. I copti vennero integrati nell'amministrazione islamica e la lingua copta venne utilizzata in ambito amministrativo fino alla fine del VII secolo; numerosi copti raggiunsero posizioni importanti in ambito governativo.
Tra il XIII e il XVI secolo, sotto i Mamelucchi, i copti affrontarono persecuzioni da parte delle autorità; malgrado varie ribellioni, la gran parte dei copti si convertì gradualmente all'islam, in particolare in seguito alla ribellione del 1354. Sotto gli Ottomani e sotto la dinastia di Mehmet Ali i copti vennero emancipati e sperimentarono importanti miglioramenti delle loro condizioni sociali, politiche ed economiche. I copti vennero integrati nell'esercito e nel XX secolo molti entrarono a far parte del partito Wafd, il quale si batté per l'indipendenza dell'Egitto dall'influenza britannica. L'emancipazione della comunità copta raggiunse il culmine negli anni 1950; i copti giunsero a possedere un quinto della ricchezza del paese e a comporre poco meno della metà del personale del pubblico impiego. A partire dagli anni 1950 il regime di Gamal Abd el-Nasser avviò ampie iniziative di nazionalizzazione, che provocarono un declino della partecipazione attiva dei copti nella società egiziana.

## Demografia
I copti costituiscono circa un decimo della popolazione egiziana. Secondo il censimento del 1976 i copti contavano in Egitto 2315560 unità, costituenti il 6,31% della popolazione. Questa figura venne fortemente contestata dagli attivisti copti, in particolare negli Stati Uniti d'America, i quali stimarono invece la componente copta a un quinto della popolazione. Il CIA World Factbook stimava nel 2006 7,6 milioni di copti, costituenti il 10% degli egiziani. I copti sono concentrati in larga parte nelle regioni rurali dell'Egitto meridionale. In molti villaggi essi costituiscono la maggioranza assoluta della popolazione, mentre in altri convivono con i musulmani. Gli insediamenti copti sono dominati dal campanile della chiesa di riferimento.

## Cultura

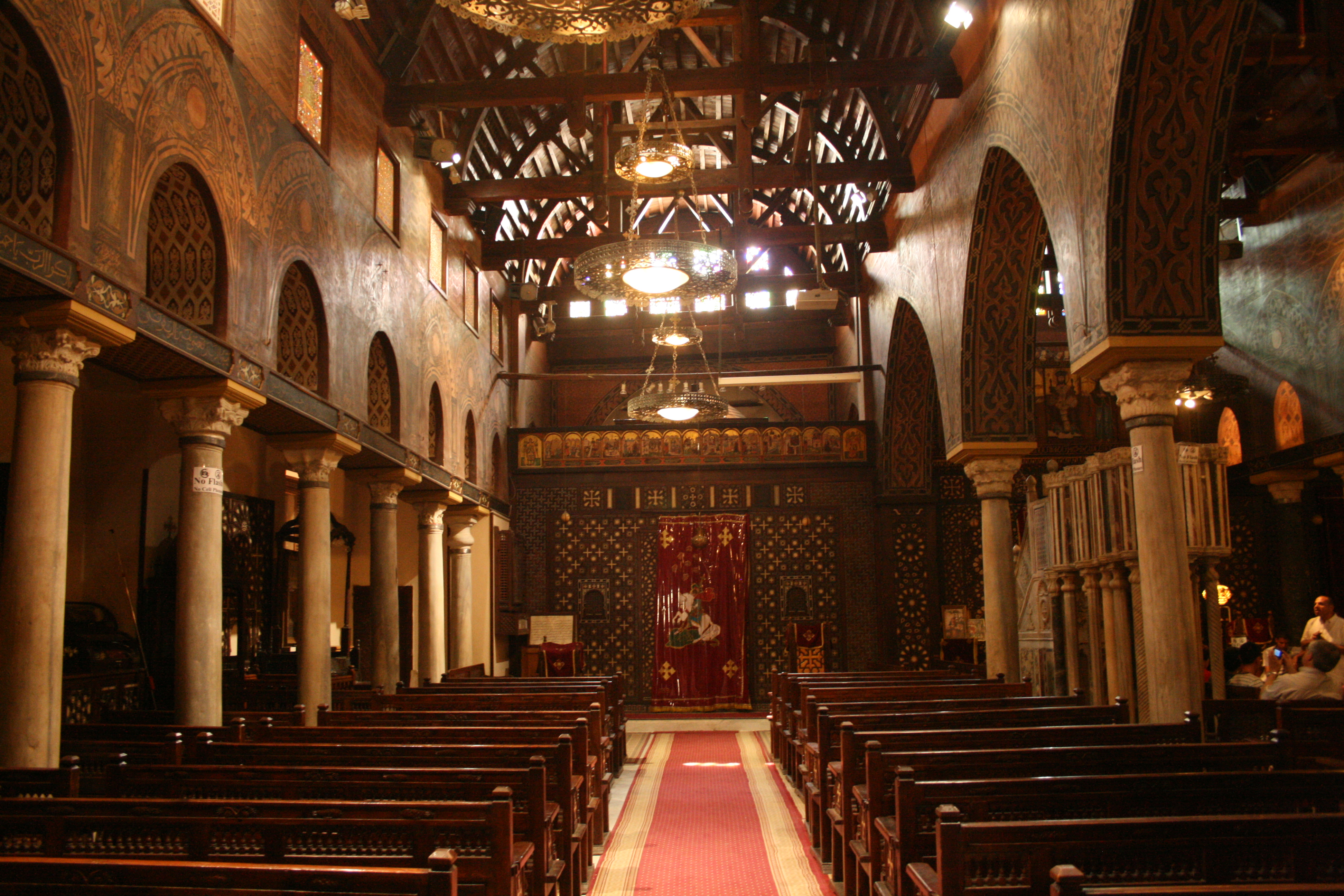
Interno della Chiesa Pendente, una delle più antiche chiese copte d'Egitto

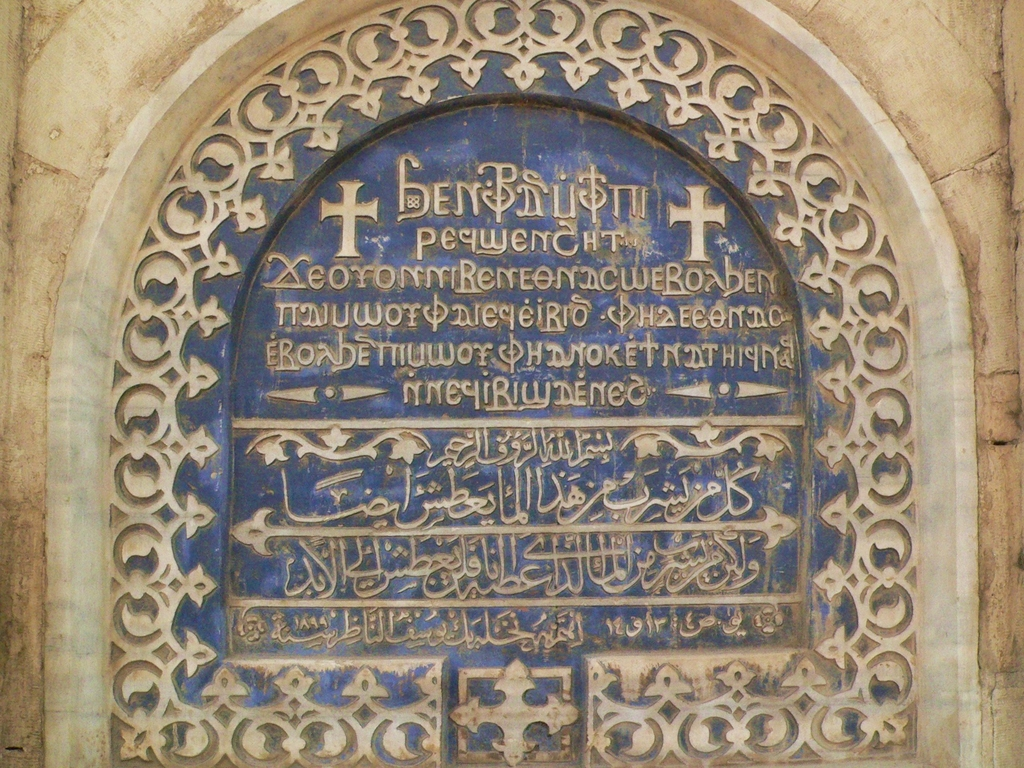
Iscrizione in arabo e in copto in una chiesa copta del Cairo. La frase riportata si trova nel vangelo di Giovanni: «Chiunque beve di quest'acqua avrà di nuovo sete; ma chi beve dell'acqua che io gli darò, non avrà mai più sete, anzi, l'acqua che io gli darò diventerà in lui sorgente di acqua che zampilla per la vita eterna»

I copti sono affiliati principalmente alla Chiesa ortodossa copta, mentre cospicue minoranze appartengono alla Chiesa cattolica copta e a varie chiese protestanti. I copti sono di lingua araba similmente agli altri egiziani e parlano colloquialmente dialetti arabi egiziani. In ambito liturgico la Chiesa ortodossa copta usa di fianco alla lingua araba la lingua copta, lingua afro-asiatica derivata dalla lingua egizia. La lingua copta è stata utilizzata storicamente anche in ambito letterario fino al medioevo. La comunità copta si è distinta anche in ambito artistico e musicale.
I copti sono una comunità strettamente endogamica e tradizionalmente non accettano il divorzio, se non in occasione di adulterio. I copti praticano tradizionalmente la circoncisione, sia maschile, che femminile. Sono tradizionalmente diffusi i tatuaggi, in particolare l'usanza di tatuarsi una croce nel polso e in passato la data di pellegrinaggio a Gerusalemme nel braccio. Sono diffuse tradizioni sincretiche e folcloristiche condivise con i musulmani, comprese le visite a santuari comuni per benedizioni e protezioni contro il malocchio.

## Integrazione nell'Egitto contemporaneo
I copti godono della piena cittadinanza egiziana, malgrado siano esclusi dalla presidenza dello Stato, ufficialmente riservata a un musulmano. Numerosi copti conquistarono importanti posizioni politiche, in particolare Boutros Boutros-Ghali. I copti sono considerati in Egitto una minoranza modello; essi esercitano infatti un ruolo importante in ambito economico e sociale. I copti detengono la gran parte della ricchezza del paese e appartengono in buona parte alla classe media; costituiscono la gran parte dei medici e dei farmacisti in Egitto.
Fino al 2005 la costruzione e la ristrutturazione di chiese e monasteri dovette essere autorizzata dal presidente. Nel 2002 il Natale copto, celebrato il 7 gennaio venne riconosciuto ufficialmente dal governo egiziano. Malgrado l'apertura delle autorità egiziane, la comunità copta lamenta la pressione del fondamentalismo islamico ai suoi danni. Nel 1976 papa Senuzio III denunciò l'indifferenza delle autorità egiziane nei confronti delle vessazioni vissute dalla comunità, come i rapimenti di donne copte date in spose a uomini musulmani. Numerose fonti egiziane hanno rilevato l'indifferenza del governo egiziano nei confronti delle vessazioni vissute dalla comunità.
In particolare, nel 2010 un attentato terroristico colpì una messa copta ad Alessandria d'Egitto, provocando ventuno vittime. Numerose lettere minacciose da parte di fondamentalisti islamici furono recapitate a chiese copte in Egitto e in Europa. La reazione dello Stato e della società egiziana fu decisa; le messe copte videro la presenza di numerose figure politiche egiziane e furono trasmesse nei canali televisivi egiziani. I media egiziani dettero voce a numerosi esponenti della Chiesa ortodossa copta e l'opinione pubblica egiziana evidenziò il contributo comune di copti e musulmani nella lotta per l'indipendenza del paese.